# Putnam (Nowy Jork)
Putnam – miasto w Stanach Zjednoczonych, w stanie Nowy Jork, w hrabstwie Washington.